# Z Ophiuchi
Z Ophiuchi är en pulserande variabel av Mira Ceti-typ (M) i stjärnbilden Ormbäraren. 
Stjärnan varierar mellan visuell magnitud +7,6 och 13,3 med en period av 350,2 dygn.